# Caridina cucphuongensis
Caridina cucphuongensis е вид десетоного от семейство Atyidae.

## Разпространение
Видът е разпространен във Виетнам.